# Benjamin Cremaschi
Benjamin „Benja” Cremaschi (ur. 2 marca 2005 w Miami) – amerykański piłkarz pochodzenia argentyńskiego występujący na pozycji środkowego pomocnika, reprezentant Stanów Zjednoczonych, od 2023 roku zawodnik Interu Miami.
Jego rodzice pochodzą z Argentyny, z prowincji Mendoza. Jego ojciec Pablo Cremaschi występował w reprezentacji Argentyny w rugby union.